# Plexus uretericus
Der Plexus uretericus (von lat. Plexus „Geflecht“ und Ureter „Harnleiter“) ist ein paarig angelegtes Nervengeflecht, das den Harnleiter umgibt. Es erhält seine Fasern hauptsächlich aus dem Plexus renalis, aber auch aus dem Plexus hypogastricus inferior.